# Onthophagus planicollis
Onthophagus planicollis là một loài bọ cánh cứng trong họ Bọ hung (Scarabaeidae).